# سبنسر لي
سبنسر لي (بالإنجليزية: Spencer Leigh)‏ هو صحفي بريطاني، ولد في 1 فبراير 1945 في واترلو ‏ في المملكة المتحدة.